# Karl Kerbach
Karl Kerbach (* 30. September 1918 in Wien; † 28. November 1994) war ein österreichischer Fußballspieler.

## Karriere

### Vereine
Kerbach spielte in der Saison 1942/43 für den Floridsdorfer AC in der Gauliga Ostmark (Bereichsklasse Donau Alpenland), eine von zunächst 16, später auf 23 aufgestockten Gauligen zur Zeit des Nationalsozialismus als einheitlich höchste Spielklasse im Deutschen Reich einschließlich der annektierten Gebiete des östlichen Österreichs, der südlichen Tschechoslowakei und des nördlichen Jugoslawiens. Mit seinen 31 erzielten Toren in 19 Gauligaspielen wurde er Torschützenkönig in dieser Spielklasse.
Anschließend gehörte er von 1943 bis 1945 dem MSV Brünn an, für den er in der Gauliga Böhmen-Mähren in der Saison 1943/44 in der Gruppe Mähren spielte, jedoch nicht mehr in der Saison 1944/45, da der Spielbetrieb durch die Kriegswirren in der mittlerweile in drei Gruppen aufgeteilten Gauliga nicht durchgeführt wurde. In der Saison zuvor gewann er mit seiner Mannschaft als Sieger aus der Gruppe Mähren hervorgegangen, nach Hin- und Rückspiel gegen den Sieger der Gruppe Böhmen, LSV Prag-Gbell, die Gaumeisterschaft. Mit diesem Erfolg war seine Mannschaft für die Teilnahme an der Endrunde um die Deutsche Meisterschaft qualifiziert. Er kam in dieser einzig am 16. April 1944 im heimischen Stadion bei der 3:6-Erstrundenniederlage gegen den First Vienna FC zum Einsatz, in dem ihm allerdings zwei Tore gelangen.
Nach dem Ende des Zweiten Weltkriegs kehrte er in den 21. Wiener Gemeindebezirk Floridsdorf zurück. Dort spielte er ein zweites Mal für den dort ansässigen Floridsdorfer AC – von 1945 – beginnend in der ab 1. September 1945 gestarteten – bis 1949 unter dem Dachverband des Wiener Fußball-Verbandes ausgetragenen I. (Wiener) Liga. Beim 4:1-Sieg am 2. September 1945 (1. Spieltag) im Heimspiel gegen den SC Helfort Wien war er mit dem 1:0-Führungstreffer in der 25. Minute auch der erste Torschütze seiner Mannschaft. In dieser Saison bestritt er 19 weitere Punktspiele, in denen er noch 16 Tore erzielte. In den folgenden drei Saisonen spielte er weitere 50 Mal und traf 15 Mal ins Tor: 1946/47 (19/11), 1947/48 (15/3), 1948/49 (16/1).
Von 1949 bis 1951 war er mit seinem Verein in der (gesamtösterreichischen) Staatsliga vertreten. Nachdem er sechs Tore in 21 Punktspielen erzielt hatte, reichte es in der Hinrunde seiner letzten Saison nur zu drei Spielen. Mit Beginn der Rückrunde im Jahr 1951 war er zum 1. Wiener Neustädter SC gewechselt, für den er vom 25. Februar (14. Spieltag) bis zum 10. Juni 1951 (26. Spieltag) in elf Punktspielen eingesetzt wurde, in denen er sechs Tore erzielte. Mit dem Abstieg begleitete er seine Mannschaft in die Staatsliga B. In den nachweislich zehn Punktspielen [gemäß Datenbank] war er noch einmal erfolgreich in puncto Tore: 13 erzielte er, sein letztes auch in seinem letzten Spiel als Fußballspieler am 11. Mai 1952 (24. Spieltag) beim 9:1-Sieg im Heimspiel gegen den ASV Hohenau mit dem Treffer zum 8:1 in der 81. Minute.

### Nationalmannschaft
Am 5. Mai 1946 bestritt Kerbach sein einziges Länderspiel. Mit der A-Nationalmannschaft verlor er das in Colombes, Stade Olympique Yves-du-Manoir ausgetragene Freundschaftsspiel mit 1:3 gegen die Nationalmannschaft Frankreichs.

## Erfolge
- Meister Sportbereichsklasse Böhmen-Mähren 1944
- Torschützenkönig Bereichsklasse Donau-Alpenland 1943 (mit 31 Toren)